# Metroid Prime
Metroid Prime (メトロイドプライム?, Metoroido Puraimu) è il primo capitolo della saga di videogiochi Metroid a essere trasportato alle tre dimensioni e come i precedenti ha come protagonista la cacciatrice di taglie Samus Aran.
Il titolo, pur utilizzando una visuale in prima persona tipica degli sparatutto, ha mantenuto le meccaniche di gioco tipiche degli episodi a due dimensioni, e può quindi essere considerato come un'avventura in prima persona.
Il giocatore è immerso in un'atmosfera ben caratterizzata (scenari affascinanti, anche grazie a un sapiente uso di colori), circondato da creature ostili in un mondo estraneo, nel quale dovrà farsi avanti al fine di sventare i malefici piani dei Pirati Spaziali, acerrimi nemici di Samus. La storia è cronologicamente situata tra Metroid e Metroid 2.
È considerato come uno dei migliori giochi per la console GameCube.
Nel 2009 è uscita la conversione per Wii contenuta in Metroid Prime Trilogy. Nel febbraio 2023 viene pubblicata la versione rimasterizzata del gioco dal titolo Metroid Prime Remastered.

## Trama
L'ormai popolare cacciatrice di taglie Samus Aran riceve un SOS da parte di un vascello dei Pirati Spaziali, una razza di mercenari alieni con cui aveva più volte avuto a che fare. Riesce nell'intento di tracciare l'esatta posizione di una delle loro fortezze volanti, localizzandola nell'orbita del pianeta Tallon IV. All'interno della fregata spaziale, chiamata "Orpheon", Samus scopre che una Parassita Regina, una creatura mutante modificata geneticamente con il Phazon (un acido mutageno altamente radioattivo usato dai pirati per scopi bellici), si è liberata e ha danneggiato la maggior parte della stazione, uccidendo anche i pirati all'interno. Samus ne trova un'altra rinchiusa, viva e dal comportamento violento. Così la uccide, ma questa finisce nel reattore della stazione, causandone l'esplosione. Fuggendo, Samus incontra il redivivo Ridley (sopravvissuto al loro precedente scontro su Zebes grazie a degli impianti cibernetici) e poco prima di sfidarlo, quest'ultimo si dirige verso la superficie di Tallon IV. Nel tentativo di sfuggire all'incombente destino della Orpheon, Samus viene accidentalmente spinta contro la parete dell'ascensore principale a causa di una forte esplosione e questo le provoca dei danni alla tuta, la quale viene privata dell'intero arsenale tecnologico di cui era a disposizione, compresa la Morfosfera.
Samus riesce comunque a fuggire dalla fregata Orpheon e comincia ad inseguire Ridley.
La cacciatrice atterra sul pianeta e comincia l'esplorazione. Tallon IV è diviso in 5 aree:
- Superficie Tallon: la superficie del pianeta e la parte più esotica e selvaggia di questo. Qui, Samus ritrova la fregata Orpheon distrutta dall'esplosione e parzialmente affondata.
- Rovine Chozo: Un tempo, erano abitate dai Chozo, popolo pacifico che si trasferì su Tallon IV per vivere in contatto con la natura, ma scomparvero dal pianeta 50 anni fa a causa dello schianto di un meteorite che è la causa del Phazon del pianeta.
- Grotte Magmoor: le caverne sotterranee di Tallon IV. Sono molto pericolose, dato che il calore intenso danneggerà Samus se non ha la Termotuta.
- Phendrana: le montagne ghiacciate del pianeta. Qui si trova anche una base di ricerca dei Pirati Spaziali, che hanno fatto esperimenti sui Metroid talloniani.
- Miniere di Phazon: una miniera scavata dai Pirati Spaziali per estrarre il Phazon. Qui i pirati spaziali compiono esperimenti genetici sfruttando il minerale estratto per creare una nuova specie di pirati spaziali, i "Pirati Élite", più potente e combattiva.

Samus, nelle Rovine Chozo, ritrova molte delle sue abilità danneggiate dall'esplosione sulla fregata Orpheon.
Decifrando le incisioni sui muri delle rovine, scopre che i Chozo confidavano nella comparsa di un salvatore e per questo hanno nascosto nelle loro rovine potenziamenti compatibili con la tuta di Samus.
La cacciatrice decide di distruggere la fonte di tutto il Phazon per vendicare l'estinzione delle creature che l'avevano salvata dalla morte anni addietro (le creature l'avevano salvata da un attacco dei Pirati Spaziali quando era bambina e l'avevano portata con sé, addestrandola al combattimento). Ma un ostacolo si frappone: l'entrata al cratere è sigillata da un congegno, attivabile solo trovando i 12 sigilli Chozo. I totem nel tempio dei sigilli danno a Samus alcuni indizi per trovarli. Combattendo potenti nemici, ottenendo potenziamenti per aprire nuove vie e svelando segreti della civiltà perduta, Samus ottiene tutti e 12 i sigilli.
Avvicinandosi al cratere, la strada di Samus viene sbarrata da Meta Ridley. Samus lo combatte sfruttando il suo punto debole, una fonte di energia sul torace. Così, Samus sconfigge il mostro ed entra nel cratere d'impatto. Raggiunto il luogo più profondo, si imbatte nel Metroid Prime, un mostro gigantesco, fonte di tutto il Phazon del pianeta, generatosi dalla caduta del meteorite che ha disperso il fluido nell'aria.
Sfruttando i suoi punti deboli, Samus riesce a sconfiggerlo; scopre però che in realtà ha solo abbattuto il suo esoscheletro. Dalla corazza del mostro esce una creatura fluttuante e gelatinosa, cioè il Metroid Prime vero e proprio. Siamo giunti allo scontro finale: Samus combatte il mostro, il quale sa rendersi invisibile e quindi impercettibile ad alcuni visori. Ma grazie a un potenziamento al Phazon ottenuto durante l'avventura, riesce a sfruttare il potere della sostanza mutagena secreta dal mostro a suo vantaggio. Dopo una lunga battaglia, Samus sconfigge Metroid Prime.
Il mostro, però, poco prima di morire riesce ad afferrare Samus e a strapparle la corazza potenziata dal Phazon, dopodiché esplode insieme al cratere. Samus riesce in tempo a fuggire e a richiamare la sua navetta.
Il Metroid Prime, però, non è stato completamente eliminato: grazie alla tuta strappata alla cacciatrice e al DNA di quest'ultima, si trasforma in quella che diventerà Samus Oscura, e partirà alla ricerca di Samus per eliminarla (in Metroid Prime 2: Echoes).

## Modalità di gioco
Sin dall'inizio questo gioco aveva suscitato notevoli dubbi e insicurezze nei fan di Metroid, che temevano una malriuscita conversione della serie alle tre dimensioni, e non avevano piena fiducia in un team di sviluppatori, americani, diverso dal precedente. La Retro Studios, invece, è riuscita a mantenere intatto lo spirito di Metroid anche in 3D. Il giocatore si sposta in diverse aree, all'inizio privo di potenziamenti. Più avanti si acquisiscono tutti i potenziamenti già familiari ai giocatori della serie. Tramite nuove abilità si raggiungono nuove aree altrimenti irraggiungibili.

## Contenuti extra
Collegando Metroid Prime con Metroid Fusion, a seconda del gioco completato, tramite un cavo apposito, si possono sbloccare due extra:
- È possibile giocare al primo capitolo della serie Metroid (Nes, 1986) sul proprio Nintendo GameCube, una volta completato Metroid Fusion.
- È possibile giocare Metroid Prime con le tute presenti nel titolo per Game Boy Advance, anziché quelle convenzionali, una volta completato Metroid Prime. In Metroid Prime Trilogy è possibile sbloccare questo extra dalla schermata dei bonus, completando Metroid Prime.